# Burnt
Burnt is een Amerikaans-Engelse film uit 2015, geregisseerd door John Wells. De hoofdrol werd gespeeld door Bradley Cooper, Sienna Miller, Daniel Brühl, Riccardo Scamarcio en Omar Sy.

## Verhaal
Chef-kok Adam Jones had met zijn Parijse restaurant Michelinsterren, maar is alles kwijt geraakt door drank en drugs. Als hij een tijdje niet meer in de keuken heeft gestaan wil hij schoon schip maken met zijn verleden en besluit een nieuw restaurant in Londen te beginnen met als doel weer aan de top te komen waarmee hij voor drie Michelinsterren wil gaan.

## Rolverdeling
| Acteur                 | Personage     |
| ---------------------- | ------------- |
| Bradley Cooper         | Adam Jones    |
| Sienna Miller          | Helene        |
| Daniel Brühl           | Tony          |
| Riccardo Scamarcio     | Max           |
| Omar Sy                | Michel        |
| Sam Keeley             | David         |
| Henry Goodman          | Conti         |
| Matthew Rhys           | Reece         |
| Stephen Campbell Moore | Jack          |
| Emma Thompson          | Dr. Rosshilde |
| Uma Thurman            | Simone        |
| Lexie Benbow-Hart      | Lily          |
| Alicia Vikander        | Anne Marie    |